# Biblioteche di Firenze

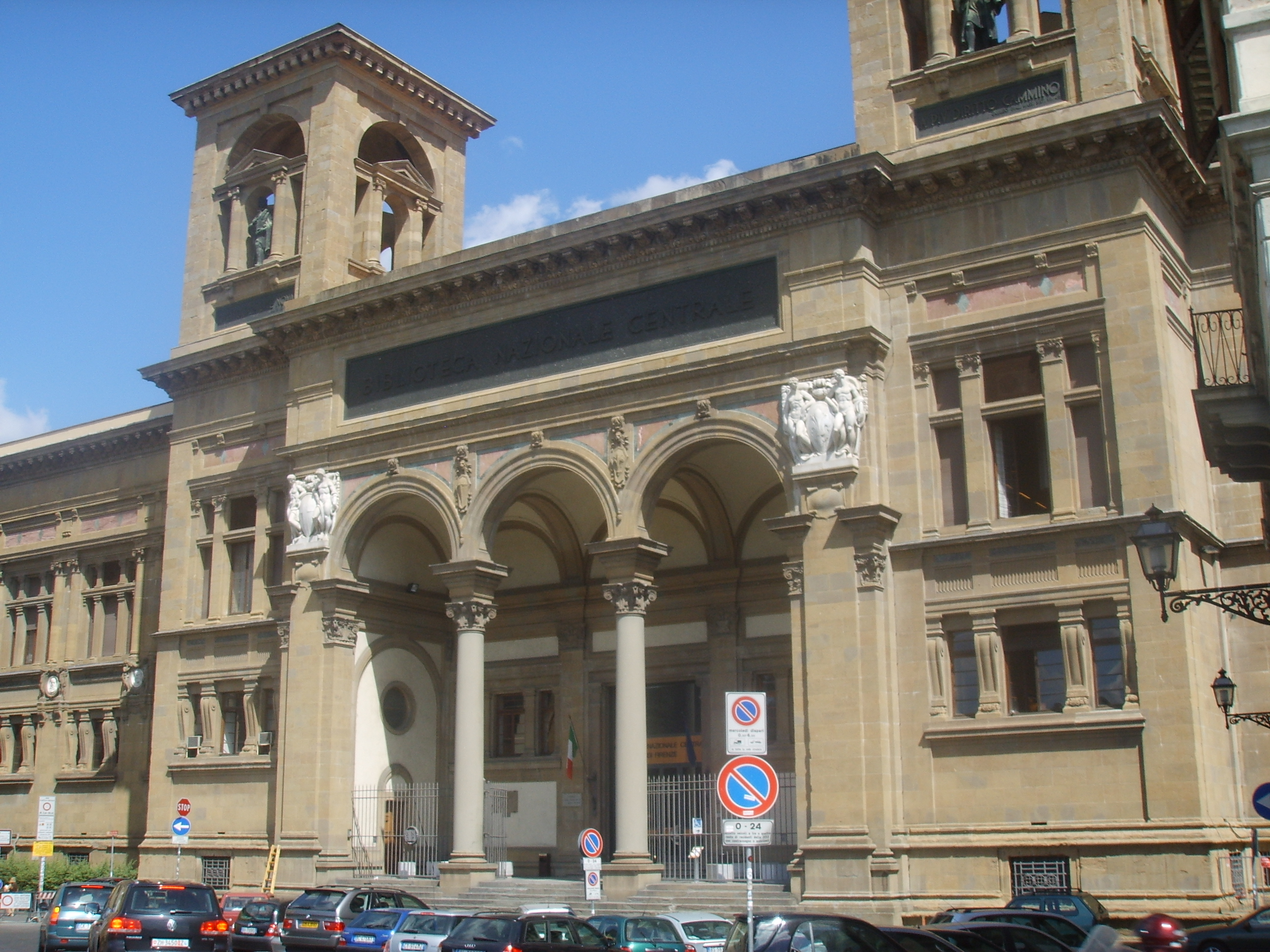
Biblioteca nazionale di Firenze

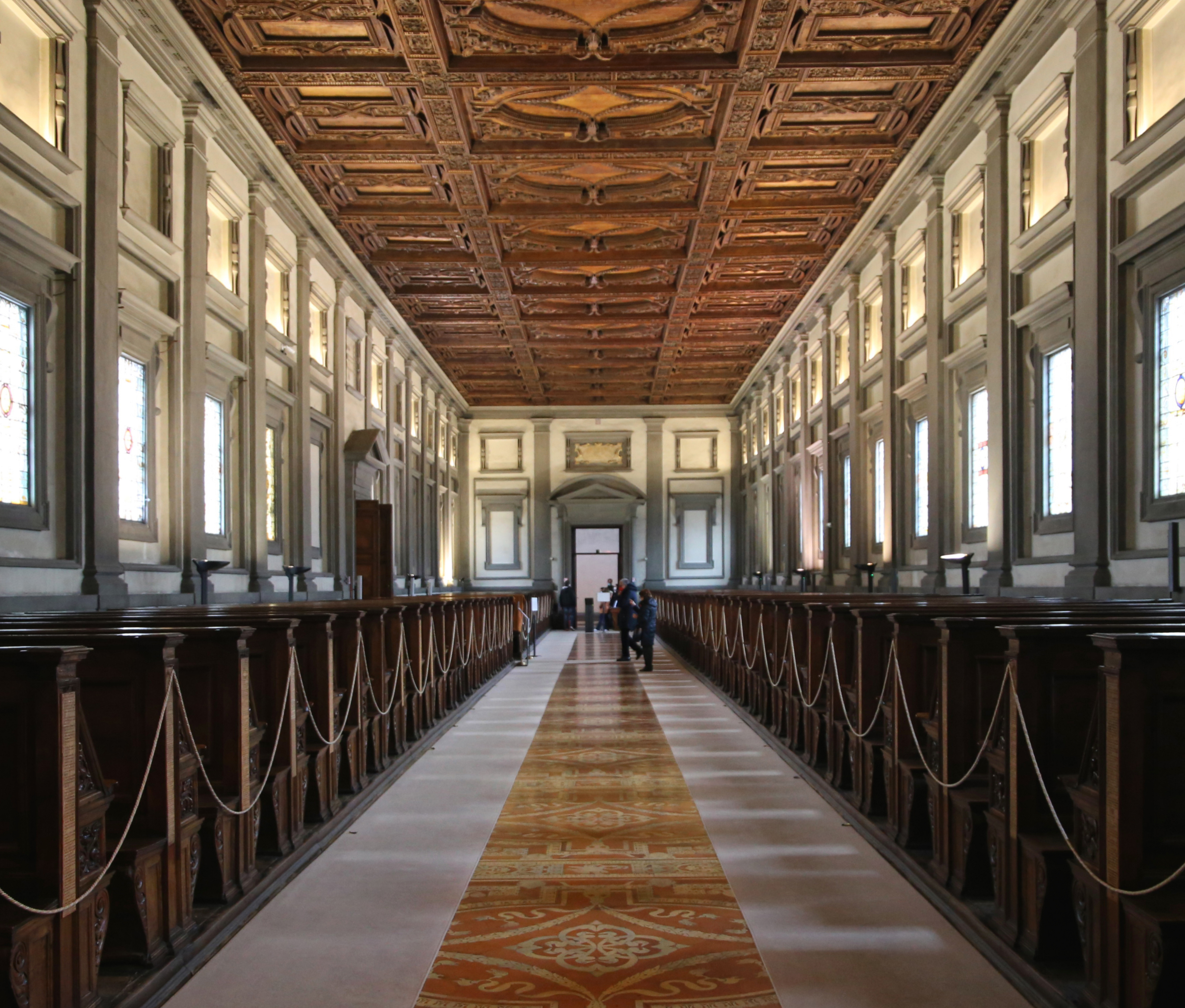
Biblioteca Medicea Laurenziana

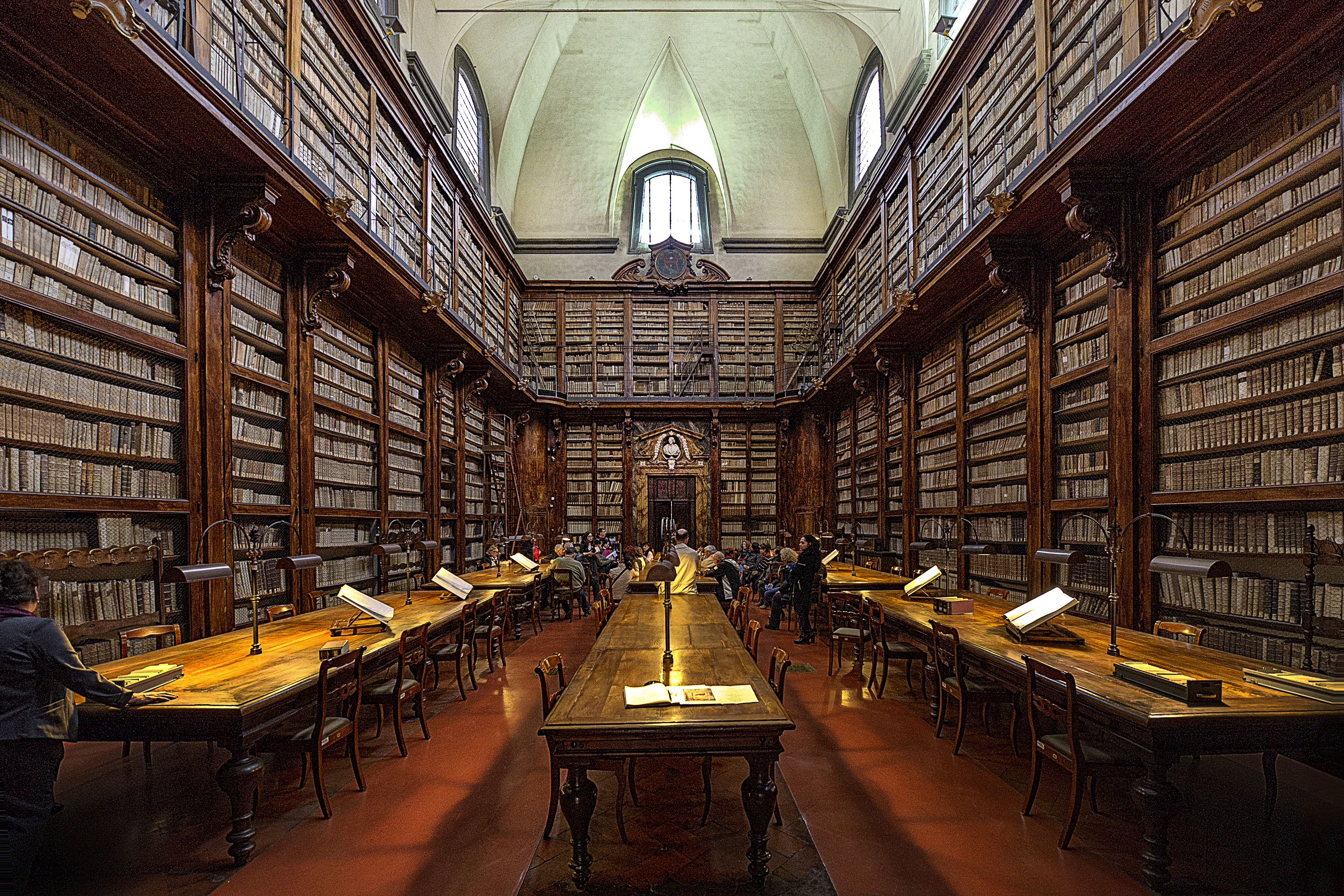
Biblioteca Marucelliana

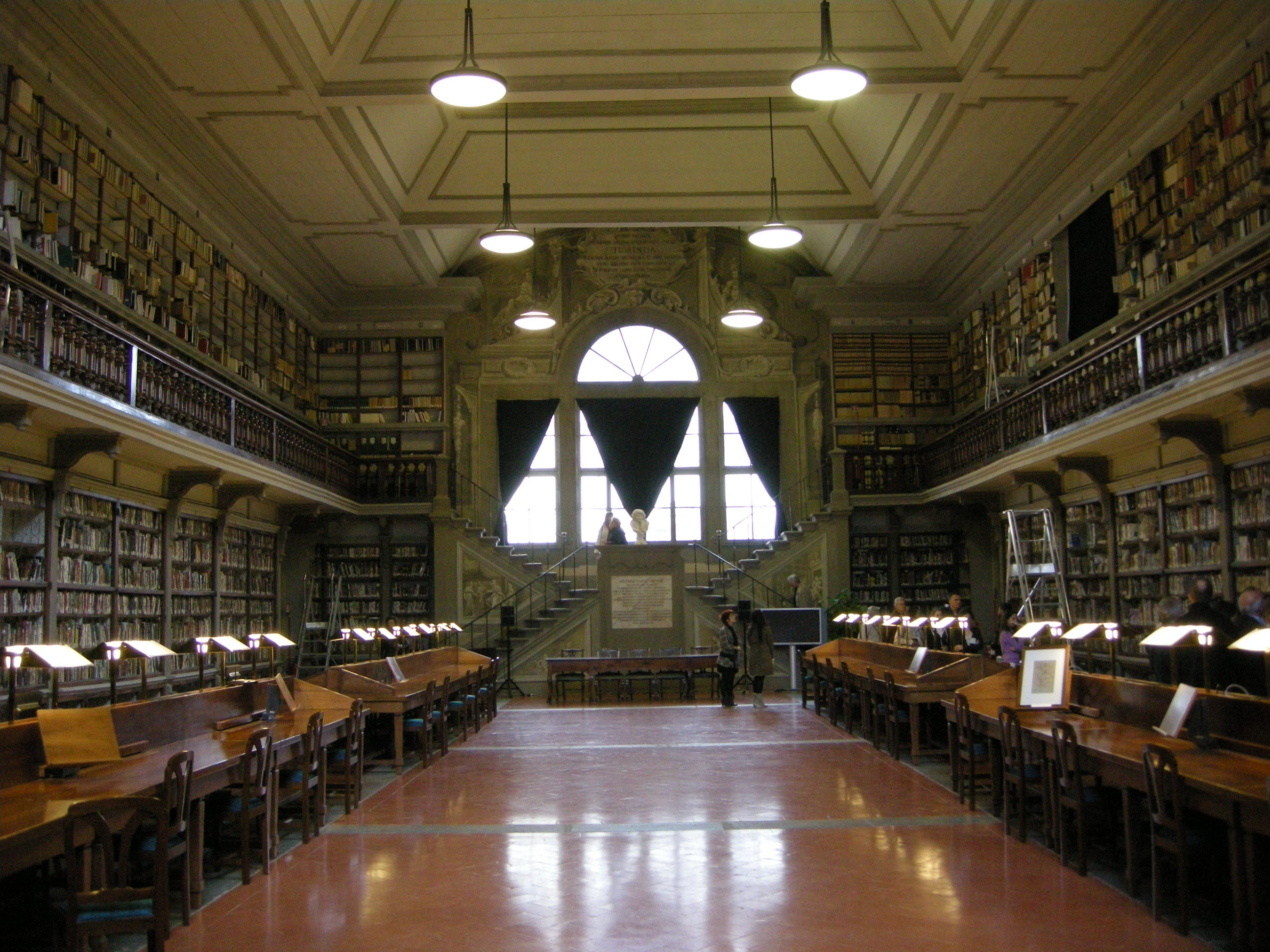
Biblioteca degli Uffizi

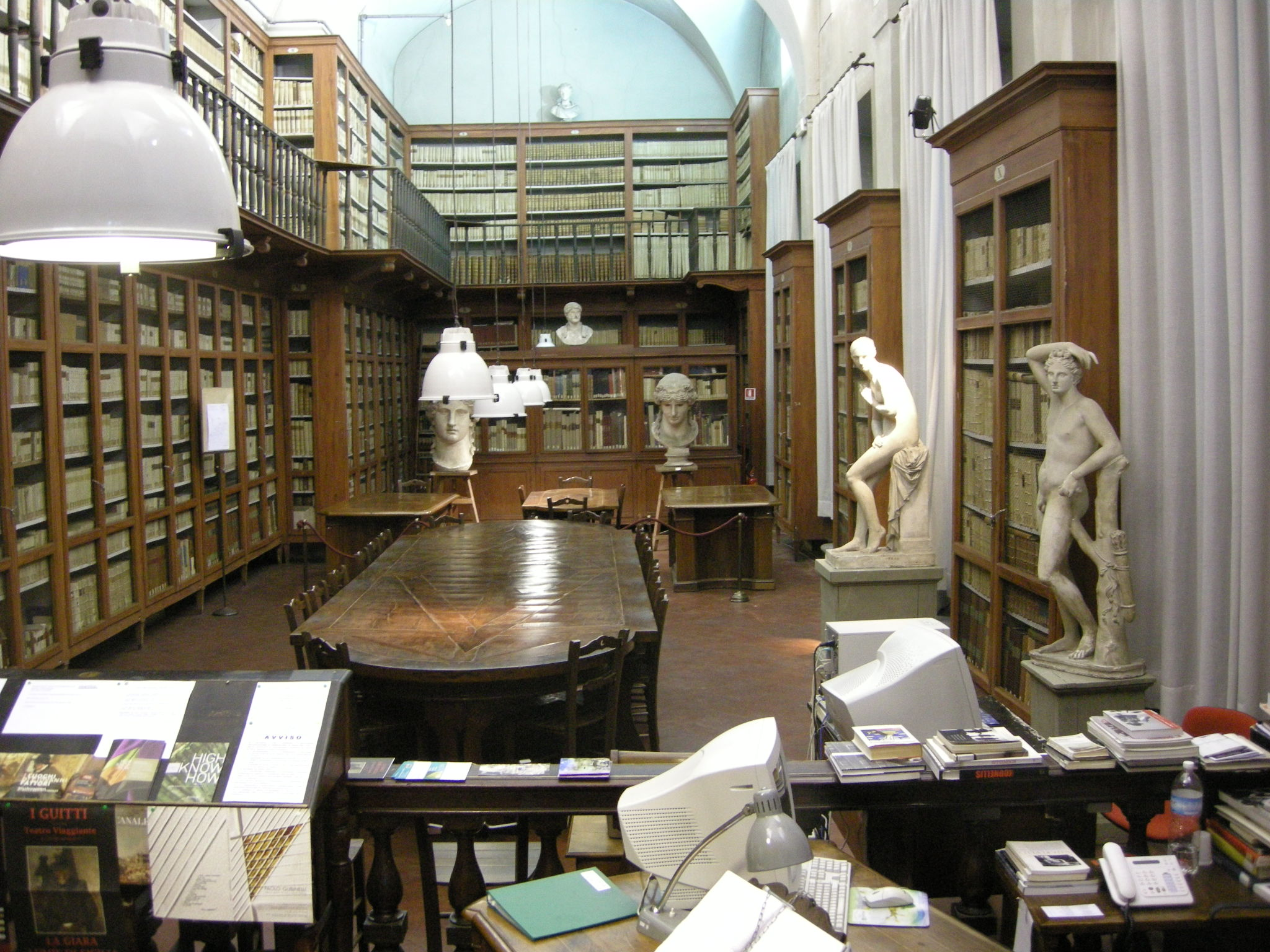
Biblioteca dell'Accademia di Belle Arti

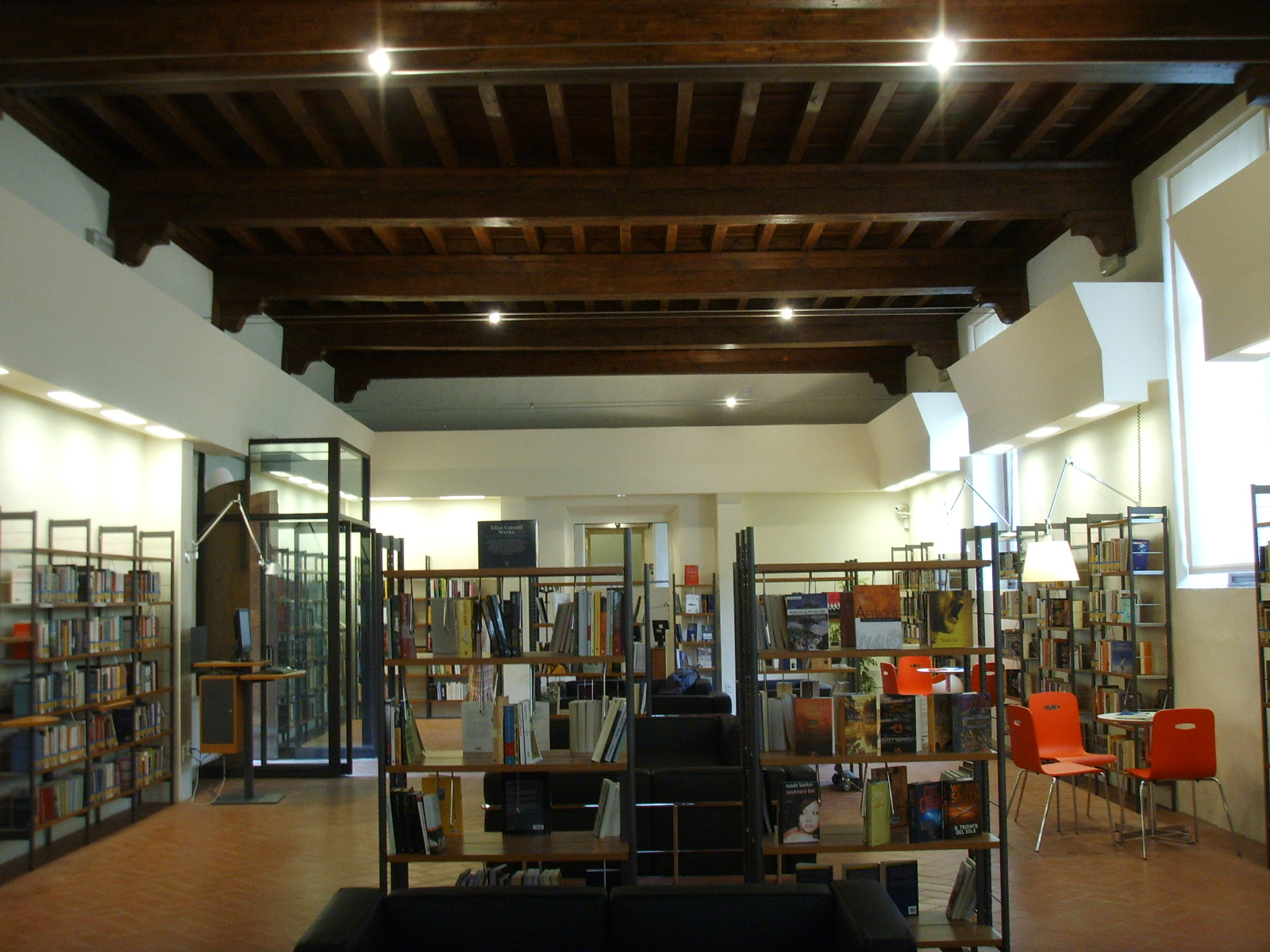
Biblioteca delle Oblate

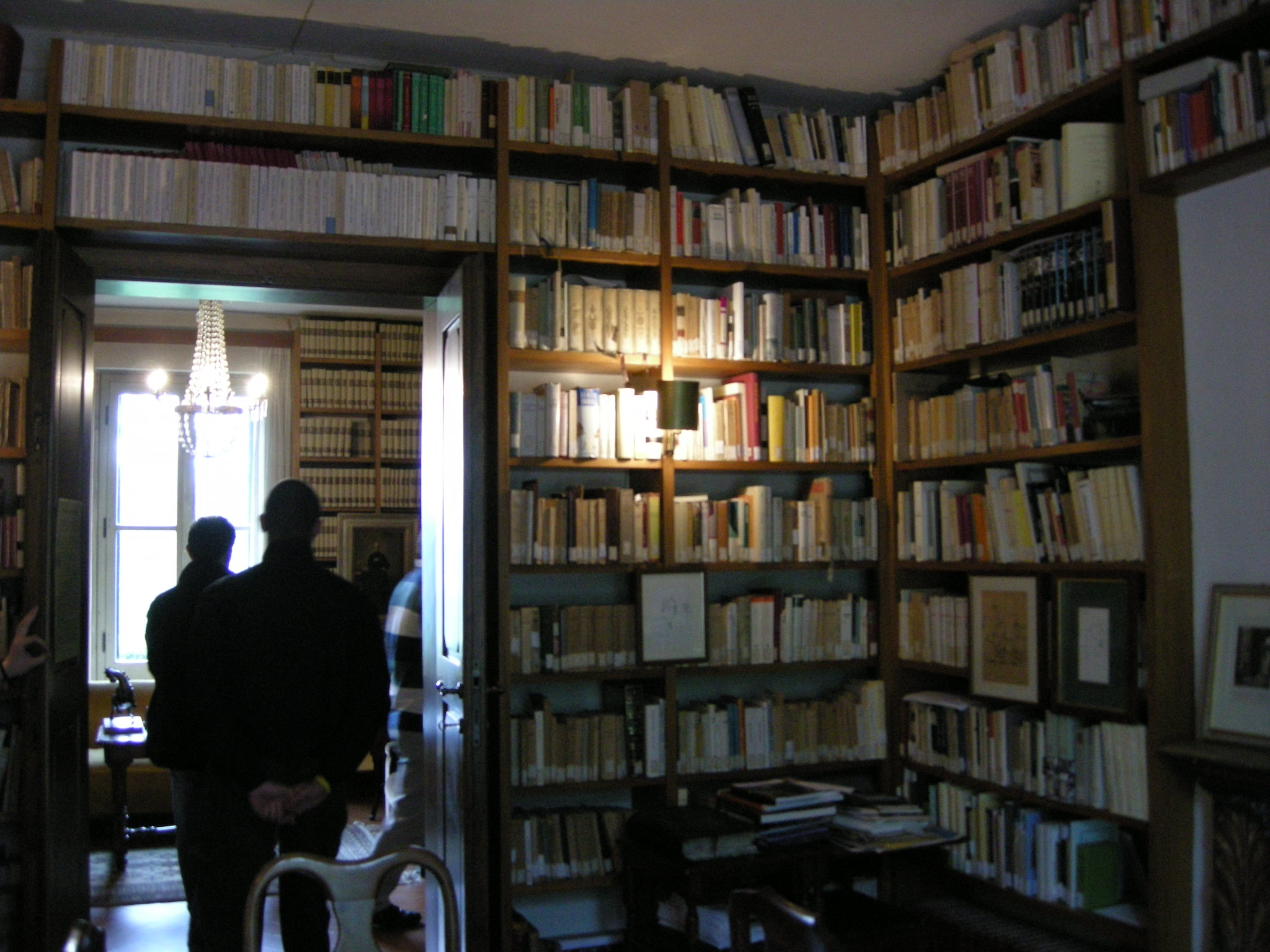
Biblioteca della Fondazione Spadolini

Firenze, una delle capitali mondiali dell'arte e della cultura, può vantare numerose ed importanti biblioteche; alcune anche di importanza internazionale, come la più grande biblioteca italiana: la Biblioteca Nazionale Centrale, una delle più importanti d'Europa.

## Biblioteche statali
Biblioteca Nazionale Centrale di FirenzeÈ una delle più importanti biblioteche europee e la più grande biblioteca italiana, archivio nazionale del libro. Possiede infatti 8.843.734 volumi a stampa, 4.089  opuscoli, 25 296 manoscritti, 3.715 incunaboli e conta mediamente 5/600.000 opere consultate all'anno, le scaffalature dei depositi librari coprono attualmente 140  km lineari, con un incremento annuo di 1 km e 500 metri. La biblioteca è ospitata in un immenso complesso posto tra l'Arno e la basilica di Santa Croce.
Biblioteca degli Uffizi (ex biblioteca Magliabechiana)
Biblioteca Medicea LaurenzianaÈ una delle principali raccolte di manoscritti al mondo, custodisce, nei locali disegnati da Michelangelo Buonarroti nel XVI secolo, 68.405 volumi a stampa, 406 incunaboli, 4.058 cinquecentine e, soprattutto, 11.044 pregiatissimi manoscritti, nonché la maggiore collezione italiana di papiri egizi. Vi si accede dalla chiesa di San Lorenzo.
Biblioteca MarucellianaPossiede quasi 40 000 volumi, 500 incunaboli circa, più di 2.000 manoscritti e circa 10.000 lettere e documenti sciolti oltre che numerose incisioni e si trova in via Cavour. Per legge riceve una copia di ogni libro stampato nella provincia di Firenze.
Biblioteca RiccardianaAppartenente all'Accademia della Crusca è stata istituita nel 1600 e si trova nel Palazzo Medici-Riccardi. Contiene numerosi volumi e manoscritti tra cui per esempio il testo originale de I Trionfi di Petrarca, l'autografo delle Istorie fiorentine del Machiavelli e alcune copie antiche manoscritte della Divina Commedia.

## Biblioteche speciali

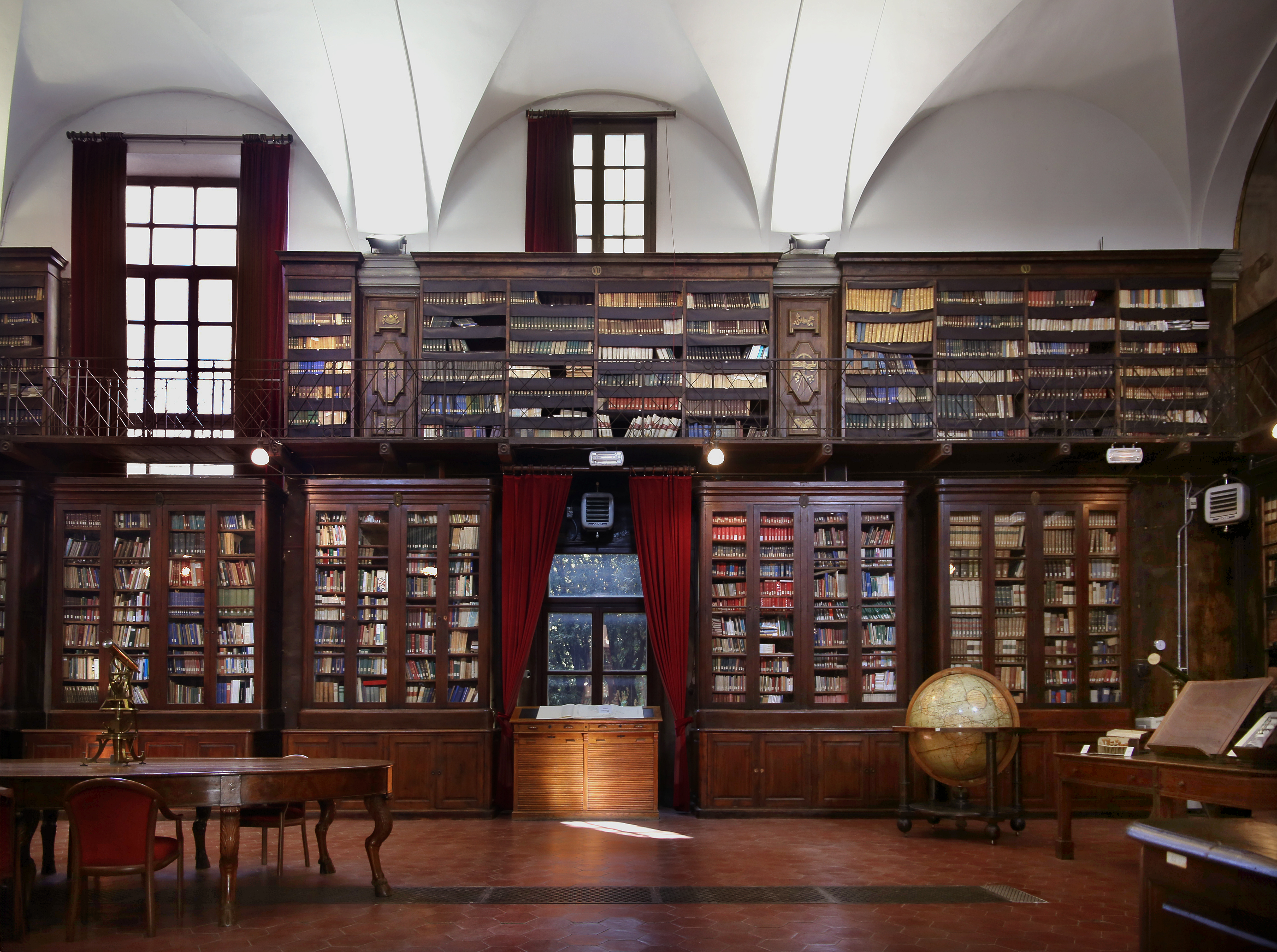
Biblioteca dlel'Istututo Geografico Militare

Biblioteca MorenianaGestita direttamente dalla provincia di Firenze si trova nel palazzo Medici-Riccardi ed è specializzata nel materiale sulla storia di Firenze e della Toscana.
Biblioteca del Kunsthistorisches Institut in FlorenzTra le più ricche biblioteche al mondo dedicate alla storia dell'arte e dell'architettura italiana, ha circa 300.000 volumi e un catalogo ricchissimo di riviste e opuscoli, oltre a una notevole fototeca.
Biblioteca dell'Accademia della CruscaÈ la maggior biblioteca italiana di linguistica e storia della lingua italiana e si trova nella Villa Medicea di Castello. Attualmente la biblioteca conserva circa 122.000 volumi, 147 manoscritti, 41 incunaboli, 780 riviste, di cui 410 correnti. Nel patrimonio librario è inoltre compresa una collezione unica al mondo, che adorna le pareti della sala centrale della Biblioteca: il Fondo dei Citati.
Biblioteca del Gabinetto VieusseuxSi trova al Gabinetto Vieusseux in palazzo Strozzi
Biblioteca e archivio del RisorgimentoÈ stata fondata nell'agosto del 1945 in seguito alla trasformazione del Museo del Risorgimento di Firenze, che era stato istituito nel 1901, in Biblioteca e Archivio del Risorgimento. Il patrimonio documentale della biblioteca comprende circa 30.000 volumi, 550 volumi di periodici, due cinquecentine, dieci periodici correnti e cento periodici cessati. Oltre ai fondi bibliografici e ai manoscritti, la biblioteca conserva anche una cospicua raccolta iconografica d'epoca risorgimentale.
Biblioteca dell'Accademia di Belle Arti
Istituto Geografico Militare
Centro e museo didattico nazionaleÈ una biblioteca di documentazione pedagogica con accesso in via Michelangiolo Buonarroti.
Biblioteche della Fondazione Spadolini Nuova AntologiaHa sede in via Pian dei Giullari ed è costituita principalmente da volumi di storia contemporanea, con un nucleo originale (i fondi spadoliniani) arricchito successivamente da varie donazioni.
Biblioteca della moda - Polimodauna grande banca dati a servizio di coloro che si occupano di moda, dagli studenti ai designer, dagli studiosi agli addetti del settore, si trova in via Pisana nella Villa Strozzi.
Biblioteca Luigi Crocettila maggiore biblioteca italiana specializzata in biblioteconomia, bibliologia, archivistica e scienze della documentazione: È stata creata nei primi anni settanta da Luigi Crocetti, allora dirigente del Settore biblioteche della Regione Toscana; si chiamava allora Biblioteca beni librari. È stata intitolata al suo fondatore nel 2007. Nell'ottobre 2012 è stata trasferita presso la Biblioteca di lettere dell'Università di Firenze in piazza Brunelleschi, 4 - 50121 Firenze
Biblioteca Domenicana di Santa Maria Novella 'Jacopo Passavanti'Inserita nel complesso monumentale di Santa Maria Novella, regolarmente aperta al pubblico da molti decenni, aderisce al Sistema Documentario Integrato dell'Area Fiorentina (SDIAF), SBN-ICCU, Edit16, ABEI. La biblioteca è organo ufficiale della Provincia Romana di Santa Caterina da Siena, Frati dell'Ordine dei frati predicatori (Domenicani)
Biblioteca dell'Istituto Universitario Olandese di Storia dell'ArteBiblioteca specializzata nella storia dell'arte dell'Italia ed i Paesi Bassi, principalmente dedicata ai rapporti storici ed artistici tra i due paesi. Al momento la biblioteca possiede più di 60.000 volumi a stampa, 350 riviste, quasi 300 volumi rari e 5.000 cataloghi di vendita, oltre a una notevole fototeca. La biblioteca ha sede nel'Istituto Universitario Olandese di Storia dell'Arte, fondato nel 1958 dal prof. dott. Godfried Hoogewerff (1884–1963).

## Biblioteche Comunali
Le 13 Biblioteche Comunali Fiorentine sono riunite all'interno della Direzione Cultura nel Servizio Biblioteche Archivio storico ed Eventi. Rappresentano un servizio culturale, di informazione e spazio 
per lo studio e il tempo libero, e collaborano con il sistema bibliotecario regionale e nazionale, soddisfacendo così in modo sempre più appropriato e qualificato le esigenze di informazione dei cittadini.
Biblioteca di Palagio di Parte GuelfaLa Biblioteca comunale di Palagio di Parte Guelfa è ospitata nella chiesa medievale di San Biagio adiacente al palazzo che i Capitani di Parte Guelfa fecero costruire nel XIII secolo come sede per le loro riunioni. Quando la biblioteca è stata fondata e aperta al pubblico nel 1987, il suo nucleo originario comprendeva il patrimonio documentario della ex-Biblioteca magistrale dell'Assessorato alla Pubblica Istruzione e della Biblioteca del Quartiere 1, oltre che il Fondo storico BUP costituito dal patrimonio della Biblioteca dell'Università Popolare.
Biblioteca Pietro ThouarSi trova in piazza Tasso, al numero civico 3, all'interno del complesso delle ex-Leopoldine, precedentemente denominato chiesa e convento di San Salvatore a Camaldoli, nel quartiere di San Frediano, nella zona dell'Oltrarno a Firenze. Si tratta della prima biblioteca comunale della città, fondata nel 1914 e successivamente intitolata a Pietro Thouar, nel 1918. La Biblioteca Pietro Thouar si è trasferita nell'attuale sede tra il 2014 e il 2015, riaprendo al pubblico il 21 febbraio 2015. La biblioteca, infatti, è nata e ha trovato sede per ben cento anni in Palazzo Guadagni, all'angolo tra via Mazzetta e piazza Santo Spirito.
Biblioteca delle Oblate (ex Biblioteca Comunale Centrale)La Biblioteca delle Oblate è una biblioteca di pubblica lettura situata nel Complesso delle Oblate in via dell'Oriuolo, ristrutturata ed aperta al pubblico dalla primavera del 2007. La biblioteca si articola su tre piani collegati tra loro da scale e ascensori è articolata in: sezione Bambini e Ragazzi, emeroteca e sezione di Conservazione e Storia Locale al piano terra e la sezione Contemporanea al primo e secondo piano. La collezione della Sezione Contemporanea e della Sezione Bambini e Ragazzi è collocata a scaffale aperto. Tutti gli spazi della biblioteca, compresi quelli esterni, sono dotati di Wi-Fi e sono a disposizione degli utenti postazioni dedicate alla navigazione su internet e sul portale MediaLibraryOnLine e postazioni per consultare il catalogo. Al secondo piano si trova la Caffetteria delle Oblate.
Biblioteca dei RagazziNata nel 1988 come biblioteca interscolastica delle scuole limitrofe al parco degli Orti di Santa Croce è situata nel centro storico di Firenze, vicina alla Biblioteca Nazionale Centrale e alla basilica di Santa Croce, con un'area di lettura anche nel parco degli Orti. La biblioteca, specializzata per ragazzi dai 2 ai 16 anni, è collocata in una palazzina a due piani, per un totale di 147 metri quadri più 150 metri quadri di giardino, con 58 posti di lettura. Il patrimonio è di circa 17.000 libri, cd, video e giornalini, 4000 libri in lingua, oltre ai manoscritti dei racconti raccolti dal 1990 per il Premio Letterario "Streghetta del Bagolaro ". I libri della biblioteca sono a disposizione dei lettori e delle lettrici in scaffali aperti.
Biblioteca Dino PieraccioniLa Biblioteca viene istituita nel 1983 in omaggio a Dino Pieraccioni, studioso fiorentino di studi classici. Si trova nell'edificio che ospitava l'Istituto Italiano per Ciechi Aurelio Nicolodi che oggi è anche sede di due direzioni del Comune di Firenze. La biblioteca è a scaffale aperto e i libri sono collocati secondo la classificazione decimale Dewey. Trovandosi nello stesso edificio che ospita ancora il Teatro 13, la biblioteca risulta discretamente fornita di testi drammaturgici.
Biblioteca Fabrizio de AndrèNata nel maggio 1989 come Punto di Lettura, è situata nel cuore del rione storico di San Jacopino vicino a Porta al Prato e alla stazione Leopolda. L'edificio che ospita il Centro anziani risale al 1917. Dopo una ristrutturazione la biblioteca ha riaperto il 27 maggio 2009 ed è stata dedicata alla memoria del grande cantautore Fabrizio De André; nello stesso giorno è stata inaugurata una ludoteca adiacente alla struttura denominata Marcondindondero. Nel 2009 i locali sono stati rinnovati ed ampliata la sede, trasformando il punto di lettura in biblioteca.
Biblioteca del GalluzzoNel 1998 la Biblioteca del Quartiere di Gavinana si trasferisce da Piazza Elia dalla Costa a Villa Bandini e una parte dei libri viene destinata al Galluzzo. Nasce così, il 16 dicembre 2003, il Punto di lettura del Galluzzo. 
BiblioteCaNova IsolottoBiblioteCaNova Isolotto è stata inaugurata nel dicembre 2009, per riunire in un unico luogo i servizi bibliotecari del Quartiere 4. Una biblioteca "amichevole", che accoglie e invita ad entrare, senza barriere ai saperi e con un'attenzione particolare alla tradizione di partecipazione che questo territorio ha sempre espresso. Le collezioni seguono i temi attuali in modo da informare e documentare, aggiornare e sviluppare saperi nei processi educativi rivolti all'infanzia così come all'età adulta. BiblioteCaNova Isolotto si impegna a trovare con efficienza e dinamicità una risposta adeguata alle diverse richieste e cerca di interpretare la domanda inespressa ed è vicina e collabora con la ludoteca "La carrozza di Hans" e lo spazio giovani e musica "Sonoria".
Biblioteca Mario LuziLa Biblioteca Mario Luzi, intitolata al poeta fiorentino e inaugurata nell'ottobre 2012 si trova in via Ugo Schiff, 8. Al piano terra si trova il front office con i servizi di accoglienza e prestito, l'emeroteca, l'area multimediale e area ragazzi e giovani, lo spazio dedicato agli utenti più piccoli; al centro, lo spazio multifunzionale "Agorà" destinato agli incontri e alle attività culturali organizzati dalla Biblioteca. In questo piano sono collocate anche le sezioni dei volumi di poesia italiana e internazionale, la narrativa italiana e alcuni generi letterari come i gialli e i fantasy. Al piano superiore si trova lo spazio per lo studio, la sezione di saggistica e le letterature straniere.
Biblioteca dell'OrticolturaLa Biblioteca dell'Orticoltura si trova all'interno dell'omonimo Giardino. Il piano terra ospita il banco prestito, l'emeroteca, lo spazio bambini e ragazzi, l'espositore delle novità e due postazioni internet; il ballatoio ospita la sala studio con circa 30 posti. Entrambi i piani ospitano gli scaffali di narrativa e saggistica.
Biblioteca Filippo BuonarrotiLa Biblioteca, fondata nel 1967, è situata al primo piano di Villa Pozzolini. Della struttura fa parte la Sala Archi, situata al piano terra, che ospita conferenze, mostre, incontri e attività varie organizzate dal Quartiere 5. La biblioteca, a scaffale aperto, è dotata di: 80 posti di lettura, 3 postazioni pc, 1 catalogo online per la ricerca, la sua superficie di circa 300 m² è distribuita in varie sale: front office con i servizi di accoglienza e prestito, l'emeroteca, la sezione Bambini e Ragazzi, le sale di letteratura italiana e straniera, la sezione di saggistica, la sezione di storia e quella delle guide turistiche. La mediateca è stata trasferita dal piano terra al primo piano della struttura.
Biblioteca di Villa Bandini
Archivio storico del comune di Firenze